# Barengo
Barengo (piemontiul: Barengh) település Olaszországban, Piemont régióban, Novara megyében. Lakosainak száma 715 fő (2023. január 1.). Barengo Cavaglietto, Fara Novarese, Vaprio d’Agogna, Briona, Cavaglio d’Agogna és Momo községekkel határos.

## Népesség
A település népességének változása:
| Lakosok száma | 814  | 795  | 715  |
|               | 2017 | 2018 | 2023 |